# Rad-Welt

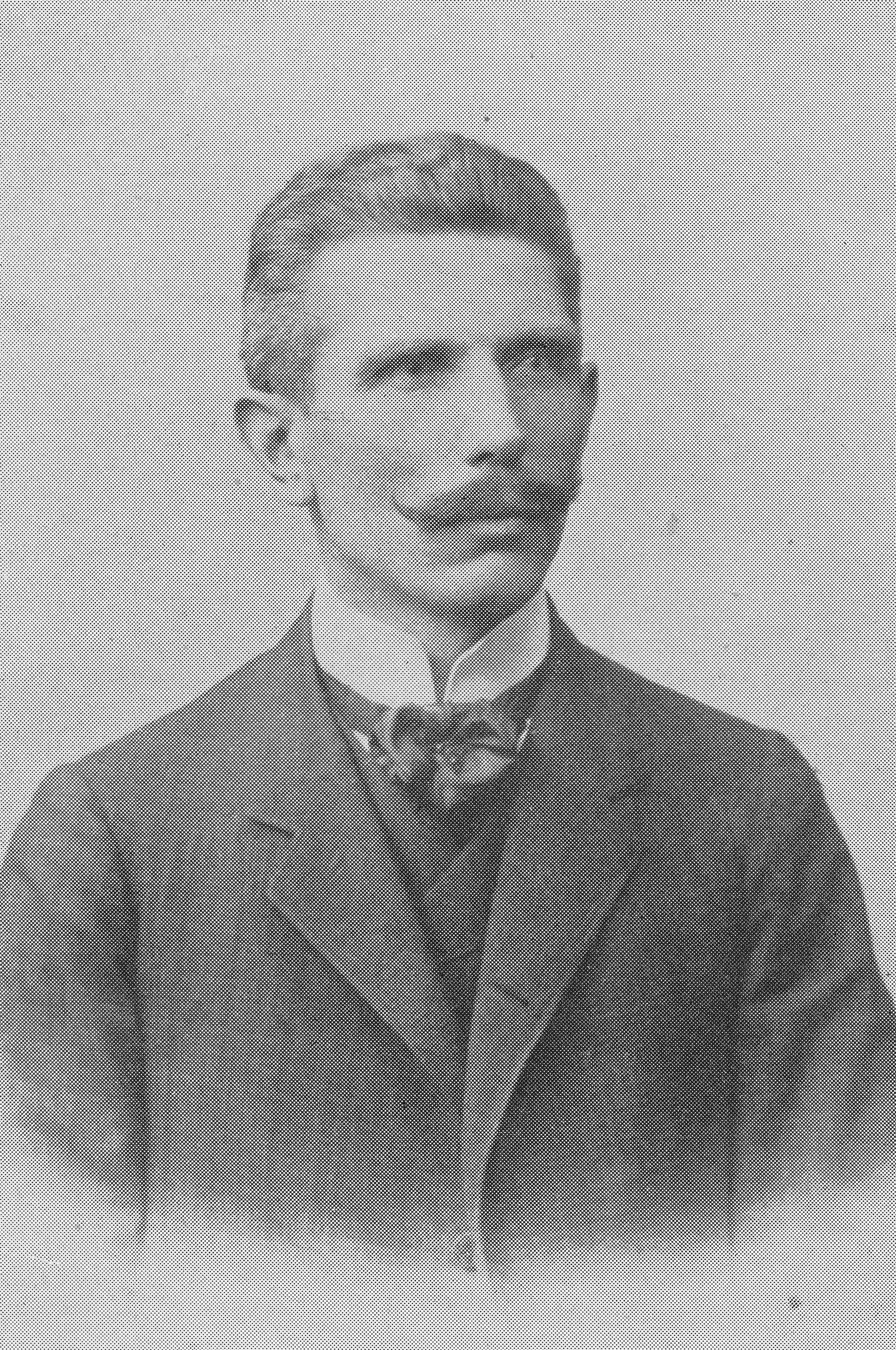
Chefredakteur Adolph Schulze

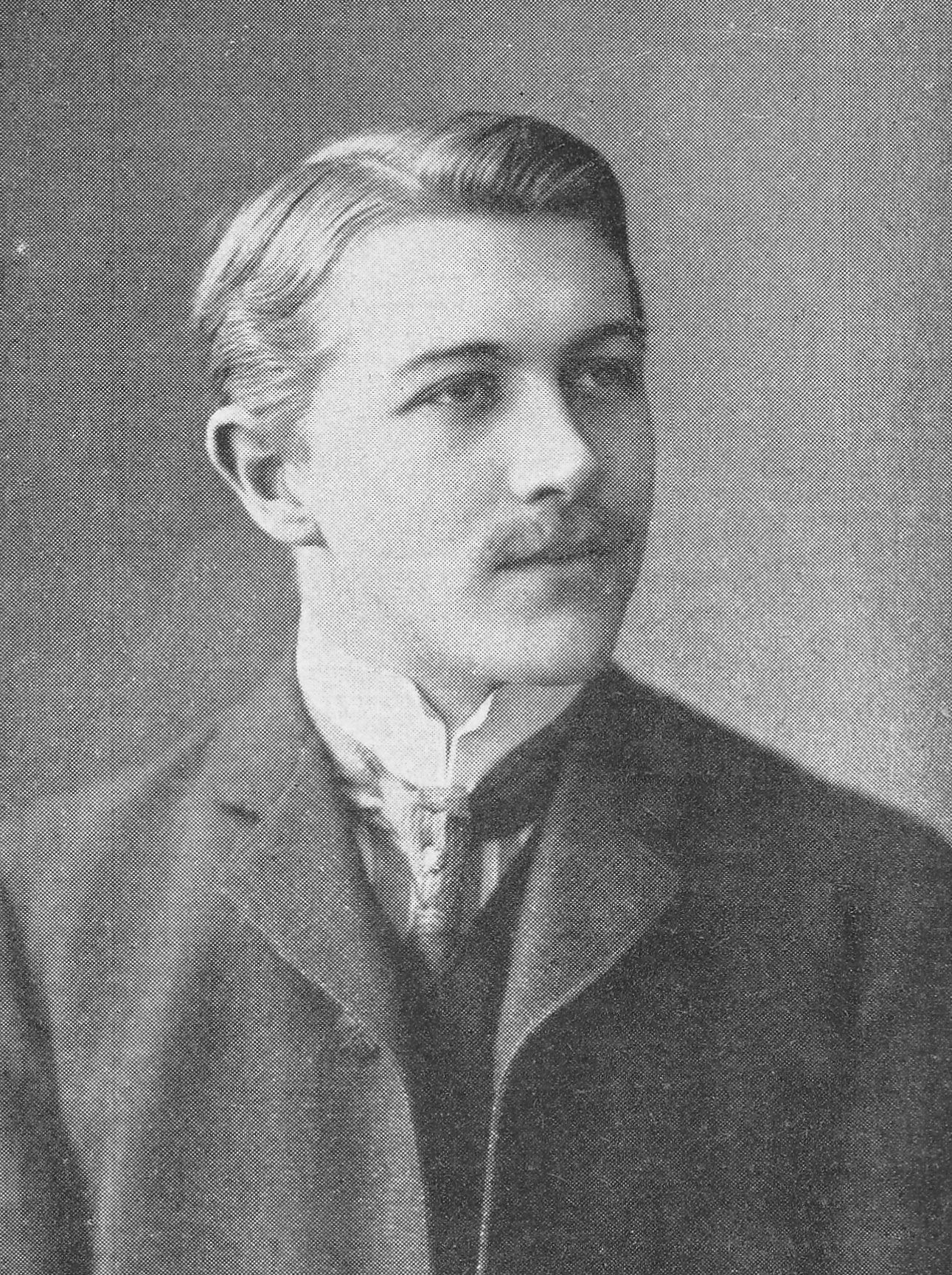
Chefredakteur Fredy Budzinski (1904)

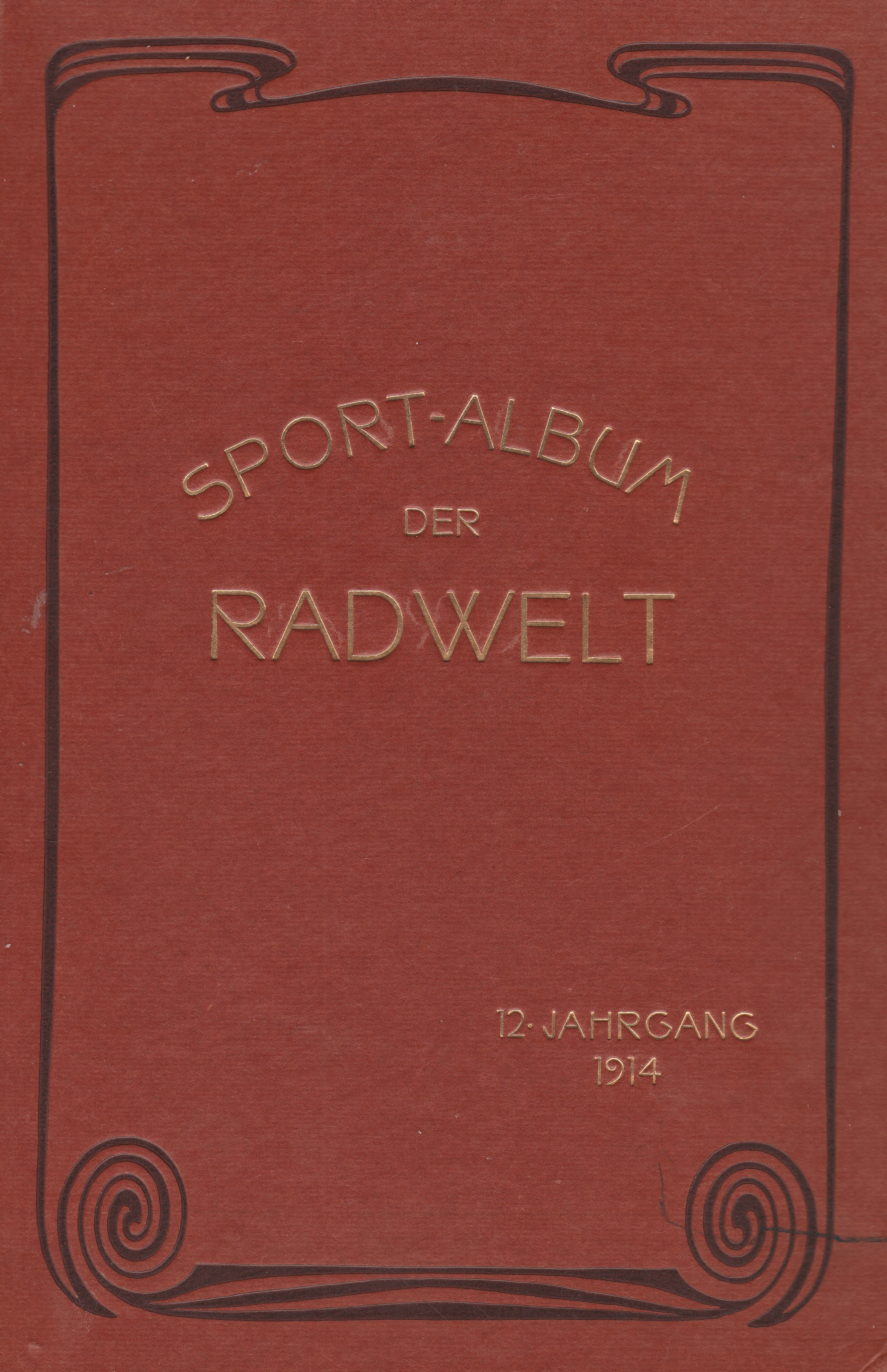
Umschlagdeckel des Sport-Albums von 1914

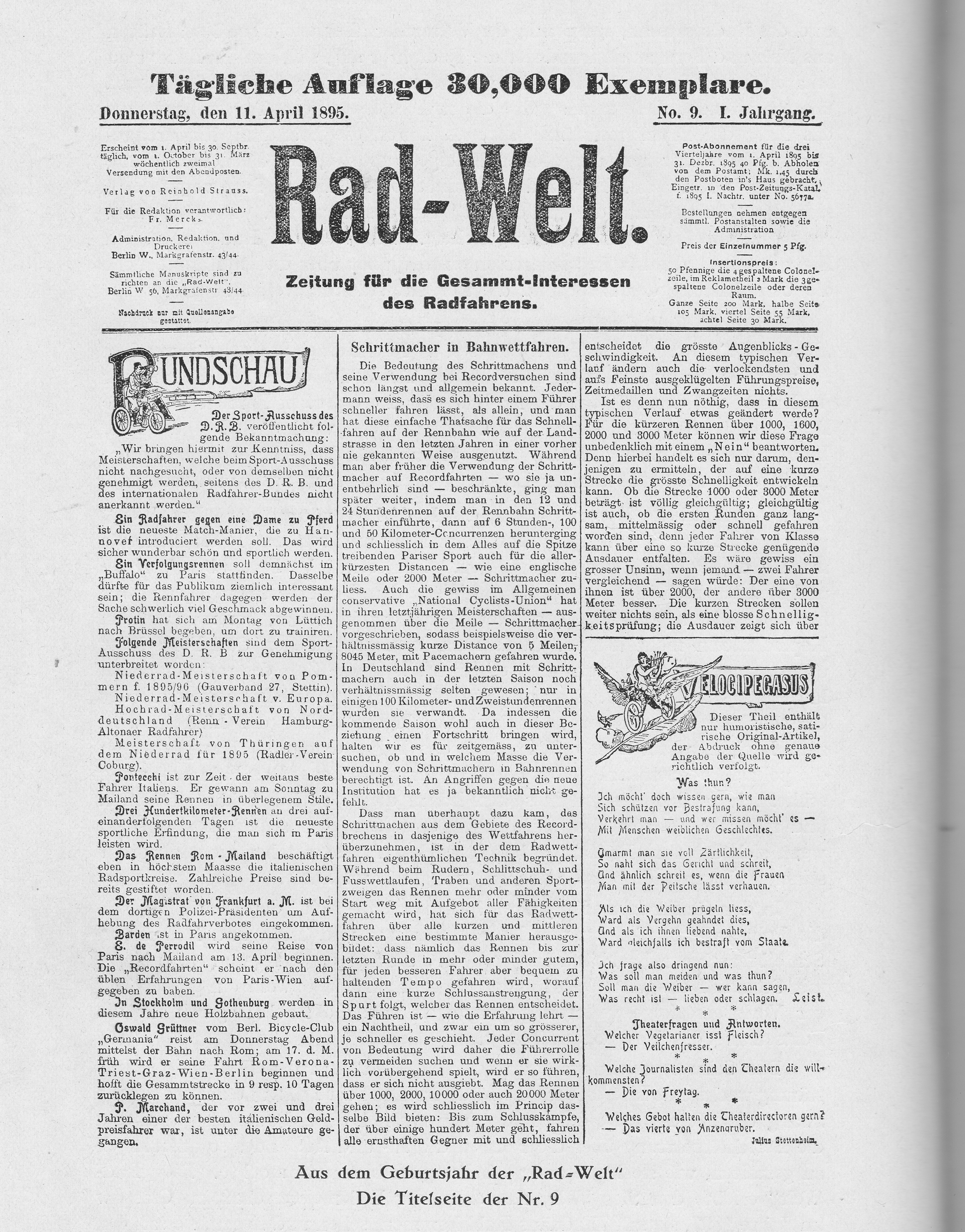
Titelseite der Ausgabe vom 11. April 1895

Die Rad-Welt war eine Radsport-Zeitung, die von 1895 bis 1933 in Berlin herausgegeben wurde. In ihren Hochzeiten erschien sie während der Sommersaison an sechs Tagen in der Woche mit einer Auflage von 100.000 Exemplaren.

## Geschichte

### Zeitung
Die erste Ausgabe der Rad-Welt erschien am 2. April 1895 mit einer Auflage von 30.000 Exemplaren. Sie war eine der ersten reinen Sportzeitungen im Deutschen Reich: Sportberichterstattung fand bis dahin hauptsächlich in Tageszeitungen statt, wo in der Regel nur kurze Notizen und Ergebnisse veröffentlicht wurden.
Die Initiative zur Gründung der Zeitung ging von Reinhold Strauß aus, dem Inhaber der Buchdruckerei Strauß. Auf seine Stellenanzeige für einen Redakteur meldeten sich zahlreiche Bewerber; die Wahl fiel auf Friedrich Mercks († 1911), Inhaber einer Fahrradreparaturwerkstatt in Bernburg und Fachwart des Gaus Nr. 18 (Magdeburg) des Deutschen-Radfahrer-Bundes. Nach fünf Jahren verließ er die Zeitung und wurde später Geschäftsführer des Verbandes Deutscher Radrennveranstalter. Ab 1902 fungierte Adolph Schulze (1852–1912) als Chefredakteur der Rad-Welt, bis dahin Redakteur von Schorers Familienblatt und dem Illustrierten Frauenblatt, zuvor Angehöriger der Kriminalpolizei. Als Polizist hatte er den Kaiser auf Auslandreisen begleitet, worüber er in dem Buch Aus dem Tagebuch eines Kriminalschutzmannes berichtete. Er begründete 1905 auch die erste Sport-Presse-Agentur, die Deutsche Sportkorrespondenz. Nach Schulzes Tod im Jahre 1912 folgte ihm sein bisheriger Stellvertreter Fredy Budzinski (1879–1970) als Schriftleiter der Zeitung.
Die Rad-Welt bezeichnete sich selbst als „Zeitschrift für die Gesam(m)tinteressen des Radfahrens und des Automobilismus“ (dieser Untertitel wurde im Laufe der Jahre immer wieder leicht verändert). Im Mittelpunkt der Berichterstattung stand das Fahrrad, in seiner Funktion als Sportgerät und als Verkehrsmittel. Sie verstand sich als „tonangebendes Organ der deutsprachigen Radsportpresse“ in schneller und zuverlässiger Berichterstattung über den Radsport (anfangs hauptsächlich auf der Bahn), aber auch über Wander- und Tourenfahrten. Ab 1909, der ersten Austragung des Berliner Sechstagerennens und damit des ersten Sechstagerennens in Europa, nahm die Berichterstattung über diese Radsport-Spektakel immer breiteren Raum ein, indem diese Stunde um Stunde dargestellt wurden, was für gute Verkaufszahlen sorgte.
Berichtet wurde über radsportfeindliche oder -freundliche Maßnahmen, wie etwa Radfahrverbote einerseits oder die Einrichtung von Radwegen andererseits. Daneben wurden Kurzgeschichten, Gedichte und Witze abgedruckt; es gab die Rubrik „Briefkasten“, in der Antworten an Leser, aber nicht deren Fragen publiziert wurden. Auch wartete die Zeitung mit Tipps auf, wie man etwa als Radfahrer Hunde verscheuchte (mit Salmiakgeist) oder welche Kleidung für radfahrende Frauen praktisch und angemessen sei.
Radrennsport von Frauen hingegen stieß auf die Ablehnung der Zeitung. Einen Länderkampf in Berlin zwischen Deutschen und Französinnen kommentierte die Rad-Welt: „Von den Siegern (sic!) des ersten deutsch-französischen Wettkampfs verzeichnen wir hier nur die Vornamen. Getreu unserem Grundsatz, jeden Menschen für anständig zu halten, bis uns das Gegenteil bewiesen ist, nehmen wir an, dass wir es trotz des zweifelhaften Unternehmens mit anständigen Damen zu tun haben, deren Familien es unmöglich angenehm sein kann, wenn ihre Namen in dem Bericht öffentlich genannt werden.“
1909 entzündete sich ein Streit zwischen den Rennveranstaltern und den Profi-Rennfahrern, zu dem es wegen der Sanktion eines Fahrers wegen Schiebung gekommen war. Die Rad-Welt stellte sich in diesem „Kampf ums Recht“ auf die Seite der Rennfahrer, die sich schließlich mit ihren Forderungen gegenüber den Veranstaltern durchsetzen konnten. Die Rad-Welt feierte dies als Erfolg, andere Zeitungen kommentierten diese Entwicklung kritisch, etwa als „lieblichen Düngehaufen“ mit „allen Wohlgerüchen Hinterpommerns“. Man müsse sich nun scheuen, sich in besseren Kreisen als Freund des Radsports erkennen zu geben, so die Zeitschrift Rad und Auto.
Anfangs wurden die Themen Automobil und Motorrad in der Rad-Welt mit abgedeckt. So berichtete die Zeitung 1899 von der ersten Fahrt einer Elektromotordroschke in Berlin. Als motorisierte Fahrzeuge bedeutender wurden, nahmen sie in der Rad-Welt immer weniger Raum ein, da nun eigenständige Publikationen zu diesen Themen erschienen.
Die Rad-Welt verfügte über Korrespondenten im Ausland, in Österreich etwa war einer von ihnen Michelangelo von Zois. Aus Paris berichtete ein G.L. von Welden, aus Basel ein Herr Th. Gubler, „Oberlehrer“ von Beruf. Die Berichterstattung aus Großbritannien lag in den Händen der Sportjournalistin Stella Bloch, aus Dänemark berichtete Christian Mayböll. Der Bayern-Korrespondent trug den Namen Schmidt-Gummy von der Pegnitz. Weitere Mitarbeiter waren Richard Braunbeck (Bruder von Gustav Braunbeck), Paul Simmel und Max von Werlhof. Zwei Mitarbeiterinnen – Eva von Kraatz und Elisabeth Krickeberg – lieferten Übersetzungen und Geschichten.
Zeitweise erschien die Rad-Welt mit einer täglichen Auflage von 100.000 Exemplaren und hatte eine Monopolstellung beim radsportinteressierten Publikum inne. Im Jahre 1900 wurde die Rad-Welt vom 1. April bis 30. September wöchentlich sechsmal gedruckt, vom 1. Oktober bis 31. März wöchentlich zweimal. Eine einzelne Ausgabe kostete 5 Pfennig, wer die Zeitung für ein halbes Jahr (Januar bis Juni) abonnierte und sie sich bringen ließ, bezahlte eine Mark für den gesamten Zeitraum. In den Kriegsjahren wurde die Rad-Welt von Budzinski „aus dem Felde“ redigiert, erschien zweimal wöchentlich – Mittwoch und Sonnabend – und wurde „Tausenden von Angehörigen des Radsports durch die Feldpost ins Feld“ gesandt.
Bis 1922 befanden sich Sitz von Redaktion und Verlag der Rad-Welt in Berlin SW in der Lindenstraße 16/17. Die Zeitung wurde in der Buchdruckerei Strauß unter derselben Adresse produziert. Im selben Verlag erschienen weitere Publikationen von Budzinski wie etwa die Biographien berühmter Rennfahrer. In späteren Jahren erinnerte er sich an „alle Setzer, die leicht angeteert am Sonntag Abend in der Setzerei erschienen, um im Handsatz die Montagsausgabe herzustellen, mit der ich nachts um 2 Uhr ins Rennfahrer-Café Josty ging, um den ‚Helden des Pedals‘ die neuesten Nachrichten zu übermitteln“.
In den 1920er Jahren und dem weiteren Aufkommen des Zuschauersports verlor die Zeitung ihre herausragende Bedeutung, da es inzwischen eine ganze Reihe Sportzeitungen auf dem Markt gab. 1922 wurde sie vom Besitzer der Buchdruckerei Strauß „für einen Preis, für den er ein Jahr später nicht einmal eine Schachtel Streichhölzer hätte kaufen können“ an den Verlag Guido Hackebeil verkauft. Budzinski verließ die Redaktion und wechselte zum Verbandsorgan Bundes-Zeitung. Der neue Untertitel der Zeitung lautete Rad-Welt mit Motoren-Welt. Offizielles Organ des Vereins Dt. Radrennbahnen, des Industrie-Ring für Berufs-Straßen-Radrennsport (Ibus) … ; Publikationsorgan der Vereinigung Deutscher Motorrad-Rennfahrer. 1933 wurde die Zeitung, deren Namen zwischendurch mehrfach modifiziert wurde, eingestellt. Die Berichterstattung über den Radsport im NS-Staat sollte nur noch durch die Zeitung Illustrierter Radrenn-Sport, ab 1935 das Verbandsorgan Der Deutsche Radfahrer, erfolgen.

### Sport-Album
Ab 1902 wurde neben der aktuellen Zeitung jährlich – wahrscheinlich auf Initiative von Budzinski – das „radsportliche Jahrbuch“ Sport-Album der Rad-Welt herausgegeben, in dem die sportlichen Ereignisse des Jahres resümiert wurden. Besonders wurde es dazu genutzt, zahlreiche Fotos abzudrucken (worauf der Begriff Album hinweist), was aus zeitlichen Gründen im Tagesgeschäft kaum möglich war.
Das Sport-Album enthielt hauptsächlich Berichte über Radrennen, Biographien erfolgreicher Radsportler sowie Statistiken der Rennen des vergangenen Jahres. In der zweiten Ausgabe war ein 50-seitiger Artikel von Michelangelo von Zois zum Thema „Wie werde ich Rennfahrer“ zu lesen. In einigen Ausgaben wurde über den Gordon-Bennett-Cup berichtet wie auch über Motorradrennen, die meist auf Radrennbahnen ausgetragen wurden. Eine feste Rubrik des Sport-Albums trug die Überschrift „Die Toten der Rennbahn“, die sich durch „salbungsvolle Nachrufe“ wie diesen anlässlich des Todes von Thaddäus Robl auszeichnete:
Was noch am Morgen glänzte,

Sinkt in den Staub beim Abendrot;

Kein Mensch kann dem Geschick enteilen,

Der schnellste Renner ist der Tod!
In den Jahren 1915, 1916 und 1917 trug das Album den Namen Kriegs-Album der Rad-Welt und viele Radrennfahrer wurden in Uniform abgebildet. 1918/19 erschien ein Doppelband, 1924 bis 1927 waren vier Jahrgänge in einem Band zusammengefasst. 1929 kam die letzte Ausgabe heraus.
Die im Sport-Album veröffentlichten Texte und Statistiken dienen bis heute als (mitunter einzige) Quelle für Publikationen zum Thema Radsport in den Jahrzehnten seines Erscheinens.